# André Lichnerowicz
André Lichnerowicz (Bourbon-l'Archambault, 21 gennaio 1915 – Parigi, 11 dicembre 1998) è stato un matematico e fisico francese di discendenza polacca, noto per i suoi contributi alla geometria differenziale e alla fisica matematica.

## Biografia
Suo nonno Jan combatté nella resistenza polacca contro i Prussiani. Costretto a fuggire dalla Polonia nel 1860, emigrò in Francia, dove sposò una donna dell'Auvergne, Justine Faure. Il padre di Lichnerowicz, Jean, ottenne l'agrégation in lettere classiche e fu segretario dell'Alliance Française, mentre sua madre fu una delle prime donne a ottenere l'agrégation in matematica. La zia paterna di Lichnerowicz, Jeanne, fu una scrittrice e traduttrice nota sotto lo pseudonimo di Claude Dravaine.
André frequentò il Lycée Louis-le-Grand e la Scuola Normale Superiore di Parigi, ottenendo l'agrégation nel 1936. Dopo due anni, entrò nel Centre national de la recherche scientifique (CNRS) come uno dei primi ricercatori reclutati dall'istituto.
Lichnerowicz studiò geometria differenziale con Élie Cartan. La sua tesi di dottorato, completata nel 1939 sotto la supervisione di Georges Darmois, era intitolata Problemes Globaux en Mécanique Relativiste ("Problemi globali in meccanica relativistica").
La sua carriera accademica cominciò durante l'occupazione nazista nella seconda guerra mondiale. Nel 1941 ha iniziato a insegnare all'Università di Strasburgo, che era stata spostata a Clermont-Ferrand e ritornò a Strasburgo solo nel 1945, dopo la fine della guerra. Nel novembre 1943 fu arrestato durante un raid ma riuscì a scappare. Durante il 1944 fu invitato a dare un Cours Peccot al Collège de France.
Dal 1949 al 1952 ebbe una posizione all'Università di Parigi, e nel 1952 fu assunto come professore al Collège de France, dove lavorò fino alla pensione nel 1986.
Lichnerowicz ebbe un mandato da presidente della Société mathématique de France nel 1959. Divenne membro di molte accademie nazionali e internazionali: l'Accademia Nazionale dei Lincei nel 1962, l'Académie des Sciences nel 1963, la Real Academia de Ciencias nel 1968, l'Académie Royale de Belgique nel 1975, la Pontificia Accademia delle Scienze nel 1981, e l'Accademia delle Scienze di Torino nel 1984.
Furono suoi allievi, tra gli altri, Thierry Aubin, Claude Berge, Marcel Berger, Edmond Bonan, Albert Crumeyrolle, Yvonne Choquet-Bruhat, Paul Gauduchon, Yvette Kosmann-Schwarzbach, Thibault Damour, Charles-Michel Marle, Jean-Marie Souriau e Marie-Hélène Schwartz.

## Premi e onorificenze
A Lichnerowicz furono assegnati vari premi significativi:
- Grand Prix des Sciences Mathématiques dell'Accademia delle Scienze di Parigi, 1954.
- Premio Fubini dell'UMI (Unione Matematica Italiana), 1955.
- Medaglia Copernico dell'Accademia Polacca delle Scienze, 1973.
- Legion d'Onore
- Lauree honoris causa dalle università di Waterloo, Liegi e Coimbra.
- Prix de la langue française per aver illustrato la qualità e la bellezza della lingua francese nei suoi lavori, 1988.[8]
- Premio Peano per il suo libro Triangolo di pensieri (assegnato postumo insieme ai suoi co-autori Alain Connes e Marco Schutzenberger), 2001.[9]

Nel 2008 venne creato il Premio André-Lichnerowicz per ricompensare i progressi nella geometria di Poisson, un campo di ricerca al quale Lichnerowicz apportò contributi d'avanguardia.

## Ricerca scientifica
Lichnerowicz fu un sostenitore del metodo assiomatico, e il suo lavoro e la sua opera influenzarono in tal senso il lavoro di insegnanti e ricercatori. Fu inoltre matematico brillante e prolifico, portando numerosi importanti contributi alla geometria Riemanniana, alla geometria simplettica e alla relatività generale. È considerato il fondatore della geometria di Poisson.
Lichnerowicz pubblicò più di 350 articoli. Una collezione di contributi scientifici di diversi suoi collaboratori fu pubblicata in suo onore in occasione del suo 60º compleanno. Nel 1982 una selezione personale dei suoi lavori fu pubblicata da Hermann.

## Pedagogia della matematica
Pur perseguendo una carriera attiva da ricercatore, Lichnerowicz ebbe un grande interesse nell'insegnamento e nella pedagogia della matematica. Dal 1963 al 1966 fu presidente della Commissione internazionale per l'insegnamento della matematica dell'Unione Matematica Internazionale. Nel 1967 il governo francese creò la Commissione Lichnerowicz, che ancora oggi porta il suo nome, composta da 18 insegnanti di matematica. La commissione raccomandò un curriculum basato sulla teoria degli insiemi e sulla logica, con un'introduzione anticipata alle strutture matematiche. Raccomandò l'introduzione dei numeri complessi negli ultimi anni delle scuole superiori, un insegnamento meno basato sui calcoli e più sulle deduzioni a partire dalle ipotesi. Questi riforme sono state chiamate Nuova Matematica e sono state ripetute in molte altre nazioni.

## Opere principali
- Problèmes globaux en Mécanique relativiste, Paris, Hermann, 1939.
- Éléments de calcul tensoriel, Armand Colin 1946, réédition J. Gabay, 2005.
- Algèbre et Analyse linéaires, Paris, Masson, 1947.
- Les Théories relativistes de la gravitation et de l'électromagnétisme, Paris, Masson, 1954.
- Théorie globale des connexions et des groupes d'holonomie, Rome, Cremonese, 1955.
- Géométrie des groupes de transformations, Paris, Dunod, 1958.
- Propagateurs et commutateurs en Relativité générale, Paris, P.U.F., 1961.
- Relativistic Hydrodynamics and Magnetohydrodynamics, New York, W. A. Benjamin, 1967.
- Triangle of Thoughts (con Alain Connes e Marco Schützenberger), AMS Press.